# L'Avare (Jean Vilar)
Pour les articles homonymes, voir L'Avare (homonymie).
L'Avare, mis en scène par Jean Vilar est une adaptation de la pièce de Molière. Sa création se tient dans le Verger Urbain V au Palais des papes d'Avignon, en 1952 durant le 6e Festival d'Avignon, par la compagnie du Théâtre national populaire.

## Organisation de la représentation du spectacle
Le sixième Festival d'art dramatique est organisé par le comité du Festival d'Avignon et le cercle d'échanges artistiques internationaux, produit par le Théâtre national populaire, qui présentèrent cette pièce sous le haut patronage du Ministère de l'Éducation nationale, de la Direction générale des arts et des lettres, de la Direction générale de la jeunesse et des sports (éducation population), du Ministère des Affaires étrangères (relation culturelle) et du Commissariat général au tourisme.
Cette pièce est jouée en plein air dans le Verger Urbain V.
Le prix des places dépend de la proximité de la scène :
- Orchestre : 500 Francs français (FF)  - places les plus proches
- Première : 350 FF
- Seconde : 250 FF - places les plus éloignées

## Fiche technique
- Direction artistique : Jean Vilar
- Construction des décors : Layette Samazeuilh et Henri Lebrun
- Régie : Maurice Coussonneau
- Costumes : Léon Gischia

## Distribution
- Harpagon : Jean Vilar (1912-1971)
- Cléante : Jean Négroni (1920-2005)
- Élise : Monique Chaumette (1927- )
- Valère : Jean Deschamps
- Marianne : Françoise Spira
- Anselme : Jean Leuvrais
- Frosine : Lucienne Le Marchand
- Maître Simon : Charles Denner
- Maître Jacques : Jean-Paul Moulinot
- La Flèche : Daniel Sorano
- Dame Claude : Michelle Clergue
- Brindavoine : Maurice Coussonneau
- La Merluche : André Schlesser
- Le commissaire : René Belloc
- Le clerc : Gérard Moiny

## Critiques de presse
Pour le journaliste Jean-Jacques Gautier, Jean-Paul Moulinot se démène avec bonhomie sous les livres successives de Maîtres Jacques ; Monique Chaumette a un physique intéressant qui correspond à la nature assez curieuse du personnage d'Élise ; Jean Deschamps campe un Valère à l'éclatant sourire ; Lucienne Le Marchand tient l'emploi de Frosine avec distinction naturelle et un peu le caractère du personnage. Sa fonction impose une vulgarité au personnage ; Daniel Sorano laisse réapparaître en La Flèche les qualités qui l'avaient fait aimer dans Scapin, le tempo général le paralyse un peu, habitué à plus de spontanéité et moins de caractère ; enfin Françoise Spira dessine une charmante Marianne. « Bref cet Avare avignonnais fut un spectacle honorable, chaleureusement accueilli par ses premiers spectateurs ».
Marc Beigbeder écrit, quant à lui : « J'ai ri aujourd'hui contrairement à hier » ; « Peut être grâce au plein air » ; « Les acteurs ont pu déployer toutes leurs qualités ».
Michelle Barat, dans le journal Combat du 19 et du 20 juillet 1952, déclare que L'Avare est essentiellement comique et que la représentation au Verger Urbain V en fut l'éclatante démonstration.
Ce fut un véritable triomphe que remportèrent Vilar et ses comédiens soulevés à leur tour par l'enthousiasme du public. « Vilar a su redonner à l'avare une jeunesse, une “actualité” proprement incroyable, c'est qu'il ne conçoit point la pièce comme un monument d'un lointain XVIIe siècle mais comme l'éternelle comédie humaine d'aujourd'hui et de chaque jour, celle dont on rit plutôt que d'en pleurer... il choisit d'en rire ».